# Himalájai őszapó
A himalájai őszapó (Aegithalos iouschistos) a verébalakúak (Passeriformes) rendjébe, ezen belül az őszapófélék (Aegithalidae) családjába tartozó faj.

## Rendszerezése
A fajt Edward Blyth angol zoológus írta le 1845-ben, a Parus nembe Parus iouschistos néven.

## Előfordulása
A Himalájában, Bhután, Kína és Nepál területén honos. Természetes élőhelyei a mérsékelt övi, szubtrópusi vagy trópusi hegyi esőerdők és cserjések. Magassági vonuló.

## Megjelenése
Testhossza 11 centiméter.

## Életmódja
Többnyire rovarokkal táplálkozik. Márciustól júliusig költ.

## Természetvédelmi helyzete
Az elterjedési területe nagyon nagy, egyedszáma pedig stabil. A Természetvédelmi Világszövetség Vörös listáján nem fenyegetett fajként szerepel.